# إزالة الكباب
إزالة الكباب (بالإنجليزية: Remove Kebab) هي عبارة نشأت بين مستخدمي الإنترنت لها علاقة بأغنية دعائية صربية قومية ومعادية للمسلمين من الحروب اليوغوسلافية. انتشرت العبارة على مستوى العالم بين مجموعات النازيين الجدد واليمين البديل باعتبارها ميم يشير إلى التطهير العرقي للمسلمين ويدافع عنه.
كانت الأغنية تسمى في الأصل كاراديتش قد الصرب وتعرف أيضا باسم الرب صربي وسوف يحمينا وأيضا تعرف بصربيا قوية تشتهر الأغنية في بقية العالم أكثر من البلقان، حيث لا تحظى بشعبية هناك.

## خلفية
في ذروة الحروب العرقية في التسعينيات التي حطمت يوغوسلافيا، أغنية بعنوان "Karadžiću، vodi Srbe svoje" (بالعربية: كاراديتش قد الصرب) تم تسجيلها في عام 1993. تم تأليف الأغنية كدعم معنوي للقوات الصربية خلال إحدى الحروب. في فيديو الأغنية، يؤدي الأغنية ثلاثة رجال يرتدون زي القوات شبه العسكرية الصربية في موقع به تضاريس جبلية في الخلفية. كما ظهر في الفيديو لقطات لأسرى مسلمين أسرى في معسكرات الاعتقال التي يديرها الصرب في زمن الحرب.
تحاول أجزاء من الأغنية غرس الشعور بالحوف في خصومهم بأسطر مثل «الذئاب قادمة احذروا، يا أوستاشا والأتراك». استخدمت مصطلحات مهينة في الأغنية، مثل «أوستاشا» في إشارة إلى المقاتلين الكروات القوميين و «الأتراك» للمسلمين البوشناق، مع كلمات تحذر من أن الصرب، بقيادة رادوفان كاراديتش، كانوا قادمين من أجلهم.
تمجد الأغنية المقاتلين الصرب إلى جانب زعيم صرب البوسنة في زمن الحرب رادوفان كاراديتش، الذي أدين في 24 مارس 2016 بارتكاب الإبادة الجماعية ضد المسلمين البوسنيين والجرائم ضد الإنسانية خلال حرب البوسنة (جزء من الحروب اليوغوسلافية). وأدين كاراديتش «بالاضطهاد والإبادة والترحيل والنقل القسري والقتل فيما يتعلق بحملته لطرد المسلمين البوسنيين والكروات من القرى التي تطالب بها القوات الصربية». في 20 آذار / مارس 2019، رُفض استئنافه وتم رفع عقوبة 40 عامًا إلى السجن المؤبد. خلال حرب البوسنة، كانت الأغنية نشيدًا للقوميين الصرب شبه العسكريين 
تمت إعادة كتابة الأغنية عدة مرات بلغات مختلفة واحتفظت بمواضيعها المتشددة والمعادية للمسلمين. «إزالة الكباب» هو اسم الذي يستخدمه اليمين المتطرف للإشارة للأغنية.

## العلاقة مع الهجوم الإرهابي في نيوزلندا
برينتون هاريسون تارانت، الإرهابي الأسترالي في حادث إطلاق النار الجماعي عام 2019 في مسجد النور ومركز لينوود الإسلامي في كرايستشيرش بنيوزيلندا، كتب على أحد أسلحته عبارة «إزالة الكباب». في بيانه «الاستبدال العظيم» (الذي سمي على اسم نظرية يمينية متطرفة من فرنسا تحمل نفس الاسم من قبل الكاتب رينو كامو)، يصف نفسه بأنه «مزيل كباب بدوام جزئي». كما قام ببث الأغنية في البث المباشر في سيارته قبل دقائق من إطلاق النار.
بعد إطلاق النار في مسجد كرايستشيرش، تمت إزالة مقاطع فيديو مختلفة للأغنية من يوتيوب، بما في ذلك مقاطع فيديو حصدت أكثر من مليون مشاهدة. بعد ذلك، أعاد المستخدمون على اليوتيوب رفع الأغنية، مشيرين إلى أن هذا كان «للاحتجاج على الرقابة».
في مقابلة بعد إطلاق النار، قال المغني الرئيسي للأغنية، زيليكو غرموشا: «إنه لأمر فظيع ما فعله ذلك الرجل في نيوزيلندا، بالطبع أدين هذا العمل. أشعر بالأسف لكل هؤلاء الأبرياء. لكنه بدأ في القتل وكان سيفعل ذلك بغض النظر عن الأغنية التي يستمع إليها».

## روابط خارجية
- إزالة الكباب على موقع IMDb (الإنجليزية)